# Paradaemonia caligula
Paradaemonia caligula är en fjärilsart som beskrevs av Lucas Girad 1882. Paradaemonia caligula ingår i släktet Paradaemonia och familjen påfågelsspinnare. Inga underarter finns listade i Catalogue of Life.